# 어양동
어양동(於陽洞)은 대한민국의 전북특별자치도 익산시에 설치된 동이다.

## 개요
어양동의 ‘어양’은 1916년 양지리, 어곳(於串)리 첫머리 글자를 따서 어양으로 표기한 것이다. 현재는 산업도로를 중심으로 한 아파트 밀집 지역이며, 신도시 개발로 인한 인구과밀 및 신흥 상권이 형성된 지역으로 익산문화원, 중앙체육공원, 제1산업단지 등 문화산업 시설 입주 지역이 되었다.

## 역사
- 1974년 7월 1일 : 익산군 북일면 일원 이리시 편입(대통령령 제7161호) →북일동(신리, 영등리, 어양리)
- 1990년 1월 1일 : 북일동 분동(이리시조례 제1238호)→북일동(영등, 어양), 신동
- 1996년 7월 10일 : 북일동 분동(익산시조례 제204호)→영등동, 어양동
- 1998년 2월 2일 : 행정구역 조정(익산시조례 제251호) → 산업도로 남쪽을 영등동, 북쪽을 어양동
- 1998년 10월 9일 : 구조조정에 따른 동 통폐합(익산시조례 제437호) → 영등동 (영등동, 어양동 통폐합)
- 2003년 3월 1일 : 영등동분동(익산시조례 제662호) → 영등1동, 영등2동, 어양동
- 2006년 10월 13일 : 신청사 개청(어양동 661-1), 어양동주민센터 개관

## 행정 구역
- 어양동

## 교육
- 한국폴리텍5대학 익산캠퍼스
- 이리영등중학교
- 익산초등학교
- 익산부천중학교

## 언론
- 전북극동방송

## 아파트
| 단지명                  | 건설사            | 시행사           | 주소          | 입주        | 비고 |
| ----------------------- | ----------------- | ---------------- | ------------- | ----------- | ---- |
| 어양주공 4단지          | 비사벌 엘지건설㈜ | 대한주택공사     | 부송1로 17    | 1998년 8월  |      |
| 어양주공 5단지          | 비사벌 엘지건설㈜ | 대한주택공사     | 부송1로 17    | 1998년 8월  |      |
| 어양주공 6단지          | ㈜삼호            | 대한주택공사     | 무왕로19길 11 | 2000년 3월  |      |
| 어양주공 7단지          | ㈜삼호            | 대한주택공사     | 하나로10길 25 | 1999년 10월 |      |
| 어양주공 8단지          | ㈜화성            | 대한주택공사     | 궁동로 109    | 2003년 2월  |      |
| 어양 제일오투그란데 3차 | 제일건설㈜        | ㈜에버종합건설   | 무왕로21길 31 | 2020년 5월  |      |
| 익산부영 1차            | ㈜부영            | ㈜부영           | 무왕로20길 17 | 1998년 5월  |      |
| 익산부영 2차            | ㈜부영            | ㈜부영           | 동서로61길 34 | 1998년 5월  |      |
| 익산자이                | ㈜지에스건설      | 삼신종합건설(유) |               | 2006년 6월  |      |
| 동도미소드림            | ㈜동도건설        | ㈜동도건설       |               | 2005년 7월  |      |
- 우미 - 1996년 11월 입주 / 우미건설